# 12908 Yagudina
12908 Yagudina è un asteroide della fascia principale. Scoperto nel 1998, presenta un'orbita caratterizzata da un semiasse maggiore pari a 2,6592505 au e da un'eccentricità di 0,1135610, inclinata di 13,64265° rispetto all'eclittica.
L'asteroide è dedicato all'astronoma russa Eleonora Ivanovna Yagudina.